# بولسوفير (دائرة انتخابية في المملكة المتحدة)
بولسوفير  (بالإنجليزية: Bolsover) هي إحدى الدوائر الانتخابية في المملكة المتحدة الممثلة في مجلس العموم في برلمان المملكة المتحدة.
```
|electorate = 72,162 (December 2010)
[
4
]

|mp     = 
دنيس سكينر

|party    = Labour Party (UK)
|region   = England
|county   = 
ديربيشاير

|european  = East Midlands
|towns    = 
بلوسوفر
 
 
[لغات أخرى]
‏
, 
شايربروك
 
 
[لغات أخرى]
‏
```

}}</ref>
}}</ref>
عضو البرلمان الذي يمثلها حالياً هو :Mr Dennis Skinner (Lab).